# Michotamia aurata
Michotamia aurata са вид насекоми от семейство Asilidae. Представляват хищни мухи, разпространени в Южна, Югоизточна и Източна Азия.